# Барамзы
Барамзы — деревня в Слободском районе Кировской области в составе Шиховского сельского поселения.

## География
Находится на расстоянии примерно 5 км на восток-северо-восток от Нового моста через Вятку в городе Киров. 

## История
Известна с 1670 года как пустошь Михалевская Ворожцова с 1 двором, в 1764 году учтено было 26 жителей. В 1873 году в деревне (тогда Михалевская пустошь или Барамзины) было учтено дворов 7 и жителей 75, в 1905 18 и 96, в 1926 32 и 146, в 1950 23 и 119. В 1989 году оставалось 37 жителей. 

## Население
Постоянное население  составляло 14 человек (русские 100%) в 2002 году, 11 в 2010.